# Старый Сокулак
Старый Сокулак — село в Саракташском районе Оренбургской области, административный центр Старосокулакского сельсовета.

## География
Находится на расстоянии примерно 32 километра по прямой на север-северо-восток от районного центра поселка Саракташ.

## История
Село основано предположительно в 1795 году. Его основали переселенцы из Тамбовской и Пензенской губерний, бывшие крепостными генерала Мансурова. Изначальное название дано было по речке Сукулак (по-башкирски «холодная, родниковая вода»), в советское время название реки и села стали писать через «о» — Сокулак. В середине 1880-х годов была построена церковь. В 1900 году в селе имелся 121 двор и проживал 701 житель. В советское время работали колхозы «Красный пахарь» и «Власть Советов».

## Население
Население составляло 354 человека в 2002 году (русские 91 %), 294 по переписи 2010 года.